# Könnyű nőcske
A Könnyű nőcske (eredeti címe: Easy A, stilizált alakja: easy A) 2010-es amerikai romantikus filmvígjáték, amelyet Will Gluck rendezett, írója pedig Bert V. Royal. A főszerepben Emma Stone, Stanley Tucci, Patricia Clarkson, Thomas Haden Church, Dan Byrd, Amanda Bynes, Penn Badgley, Cam Gigandet, Lisa Kudrow, Aly Michalka és Malcolm McDowell látható.
A filmet a Screen Gems stúdióiban, illetve a kaliforniai Ojai-ben forgatták. Amerikában 2010. szeptember 17-én mutatták be.

## Cselekmény
Mikor Olive azt hazudja a barátnőjének, hogy elvesztette a szüzességét, egy lány hallja a beszélgetésüket. Hamarosan a történet futótűzként terjed az iskolában.

## Szereplők
- Emma Stone: Olive Penderghast
  - Juliette Goglia: fiatal Olive
- Penn Badgley: "Woodchuck" Todd
  - Braeden Lemasters: fiatal Todd
- Amanda Bynes: Marianne Bryant
- Dan Byrd: Brandon
- Aly Michalka: Rhiannon Abernathy
- Thomas Haden Church: Mr. Griffith
- Lisa Kudrow: Mrs. Griffith
- Patricia Clarkson: Rosemary Penderghast
- Stanley Tucci: Dill Penderghast
- Cam Gigandet: Micah
- Malcolm McDowell: Gibbons igazgató
- Mahaley Patel: Nina Howell
- Jake Sandvig: Anson
- Bryce Clyde Jenkins: Chip Penderghast
- Johanna Braddy: Melody Bostic
- Fred Armisen: Pastor Bryant
- Stacey Travis: Mrs. Bryant
- Max Crumm: Pontius
- Yoshi Sudarso: Eric Ling
- Lalaine: pletykás lány

## Filmzene
A filmzenei album 2010. szeptember 14-én jelent meg a Madison Gate Records gondozásában. Az albumon olyan előadók hallhatóak, mint Jessie J, Lenka, Natasha Bedingfield, Kardinal Offishall és Cary Brothers. A filmben a OneRepublic-tól, Angus & Julia Stone-tól, a The Dollyrots-tól, a Death Cab for Cutie-tól és a Pussycat Dolls-tól is hallhatóak dalok, de ezek nem kerültek fel a lemezre.

## Megjelenés
A film premierje a 2010-es torontói filmfesztiválon volt.
A film 2010. december 21-én jelent meg DVD-n és Blu-rayen.

## Fogadtatás
A Rotten Tomatoes oldalán 85%-ot ért el 189 kritika alapján, és 7.8 pontot szerzett a tízből. A Metacritic oldalán 72 pontot szerzett a százból, 35 kritika alapján.
Roger Ebert három és fél csillaggal értékelte a négyből. A Time kritikusa, Richard Corliss 2010 legjobb filmes alakításai közé sorolta Emma Stone színészi játékát. John Griffiths, az Us Weekly kritikusa két és fél csillagot adott a filmre a négyből; pozitívan értékelte Emma Stone színészi játékát, de kritizálta a sztorit és a poénokat.